# AIM-26 Falcon
O Hughes AIM-26 Falcon era a versão maior e mais poderosa do míssil ar-ar AIM-4 Falcon. São os únicos mísseis norte americanos ar-ar guiados com ogiva nuclear.